# Penestomidae
Penestomidae Simon, 1903 è una famiglia di ragni appartenente all'infraordine Araneomorphae.

## Etimologia
Il nome deriva dal greco πήνη, péne che significa filo, trama, tessuto, e στόμα, -τος, stòma, stòmatos, cioè bocca, probabilmente per i movimenti dei cheliceri durante la tessitura della tela, e il suffisso -idae, che designa l'appartenenza a una famiglia.

## Caratteristiche
Appartiene agli Entelegynae. La lunghezza del corpo non supera i 6 millimetri.
Sono ragni di forma appiattita, il cefalotorace ha forma quasi rettangolare. Possiedono otto occhi disposti su due file, quella posteriore è leggermente ricurva e ha gli occhi più distanziati di quella anteriore.

## Distribuzione
Sono diffusi nel Sudafrica e nel Lesotho.

## Tassonomia
Considerata una sottofamiglia degli Eresidae, a seguito di uno studio di Miller, Griswold e Haddad del 2010 è stata elevata al rango di famiglia e posta, per varie affinità, accanto agli Zodariidae.
Attualmente, a novembre 2020, si compone di un genere e nove specie:
- Penestomus Simon, 1902